# 13438 Мартаеналександер
13438 Мартаеналександер (13438 Marthanalexander) — астероїд головного поясу, відкритий 7 грудня 1999 року.
Тіссеранів параметр щодо Юпітера — 3,619.